# Протон-4
«Протон-4» — советский тяжёлый научный спутник серии космических аппаратов «Протон». Космический аппарат «Протон-4» разработанный ОКБ-52 («НПО машиностроения») стал последним в серии космических аппаратов, предназначенных для изучения энергетического спектра и химического состава космических лучей. Был запущен на околоземную орбиту 16 ноября 1968 года с космодрома Байконур. Его миссия длилась 250 дней. Спутник вновь вошёл в атмосферу Земли 24 июля 1969 года.

## Описание космического аппарата
Космический аппарат имел цилиндрическую форму, четыре вытянутые солнечные батареи сверху цилиндра и антенны выступающие сверху и внизу. Размах солнечных панелей около 9 м. Имел пирамидальную конструкцию сверху, несущую датчики системы ориентации оси. Масса «Протон-4» составляла приблизительно 17 тонн (в отличие от «Протон-1», «Протон-2» и «Протон-3», масса которых составляла 12200 кг). На борту не было движителя, он был стабилизирован вращением с помощью газовых струй и, так называемым, «устройством демпфирования мощности». Система терморегулирования — активная, с вынесенным радиационным теплообменником. В нём также находились химические топливные элементы. Связь осуществлялась через маяк, работающий на частоте 19,910 МГц. Гамма-телескоп, сцинтилляторный телескоп, пропорциональные счётчики и газо-сцинтилляторный телескоп Черенкова были способны регистрировать космические лучи в диапазоне до 10 миллионов МэВ.

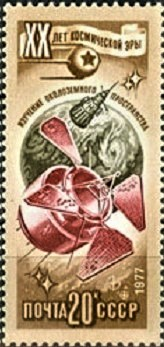
«Протон-4» на почтовой марке СССР 1977 года ко 20-летию начала космической эры

## Научные задачи
Цель серии — исследование частиц высоких и сверхвысоких энергий. В частности, запущенный в 1968 году космический аппарат «Протон-4» исследовал первичные космические лучи высоких энергий и энергетический спектр электронов высокой энергии. КА «Протон-4» также изучал возможные столкновения частиц космических лучей с ядрами водорода, углерода и железа. Впервые в космосе с помощью установленного на борту ионизационного калориметра, гамма-телескопа и приборов для изучения электронов и космических лучей решались разносторонние астрофизические задачи: исследовались солнечные космические лучи и их радиационная опасность; регистрировались энергетический спектр и химический состав частиц первичных космических лучей в интервале энергий до сверхвысоких; изучалось ядерное взаимодействие космических частиц сверхвысоких энергий; фиксировалась абсолютная интенсивность и определялся энергетический спектр электронов галактического происхождения; изучались интенсивность и энергетический спектр галактического гамма-излучения со сверхвысокими энергиями. Была надежда, что постулируемая фундаментальная частица, кварк, может быть обнаружена во время полёта «Протон-4». Масса комплекса научной аппаратуры на КА составляла 12,5 т.